# Стафаж
Стафажът (Staffage) представлява в най-общия случай добавяне на декоративни аксесоари с второстепенно значение към живописна творба или архитектурен чертеж. Името на термина произлиза от немския глагол staffieren, който означава украсявам, декорирам. При пейзажите и архитектурните проекти се добавят незначителни и дребномащабни изображения на различни фигури, които не са основна тема на картината или чертежа. Това обикновено са хора, животни или транспортни средства, включени като елементи, с цел да се онагледи мащабът на основния обект.
В архитектурната графика съществува практика да се допълват чертежите на фасадите с елементи на архитектурно-пространствената среда, които отразяват нейните характер и особености и помагат да се определи мащаба на обекта и неговото предназначение. Те допълват най-често чертежите и перспективата на фасадата и са два вида – антураж и стафаж.

## В архитектурата

### Стафаж
Стафажът е прийом, при който към архитектурния чертеж се добавят хора, животни или коли. Чрез тези фигури по-ясно се възприемат съразмерността, пропорционалността и модулността на дадена сграда, както и средата, в която тя ще бъде изградена.
Като графични средства се използват линии, щрихи или петна, в зависимост от избора на архитекта. За да се получи подходящ стафаж, много важен е прототипът на изображенията, който подлежи на по-нататъшна художествена трансформация. По принцип в началото се прави скица от натура, която след това се стилизира, като много важно е да се спази мярката на детайлизиране. Ако малко по мащаб изображение е натоварено с много детайли, то излишно отклонява вниманието от главния обект. Грамотното рисуване на стафажи на хора изисква добро познаване на човешките пропорции и геометричната им изява. Обикновено за основа се приема изправен правоъгълник с пропорции 2:8, в който се вмества човешката фигура. Целта е да се предаде строга съразмерност и хармонична пластичност на изображението, съответстващи на общия графичен замисъл. Статичността или динамичността на фигурите трябва да отговаря на архитектурната идея и да създава усещане за покой или движение. Хората могат да бъдат спокойни и отпуснати или с развети дрехи и напрегнати пози. Всички елементи от чертежа трябва да бъдат органически единни, изпълнени с общ графичен маниер и заедно с основната сграда да представляват завършена композиция.

### Графични средства
Графичните средства, с които се изпълнява стафажът в архитектурен чертеж, могат да бъдат няколко вида:
- Линии – могат да бъдат прави, криви, начупени или да вървят по очертанието на контура. Дебелината им може да бъде постоянна или променлива, а плътността им – различна.[3]
- Щрихи – притежават всички графични характеристики на линиите. Посоката им може да бъде хоризонтална, вертикална, или наклонена. Елементите им могат да бъдат разположени както равномерно, така и да се сгъстяват в някоя част.[3]
- Петна – могат да бъдат плътни или оконтурени, запълнени с точки или някакви ситни геометрични форми. Процесът изисква особено внимание, за да се избегне както недообмислено запълване с разнообразни геометрични детайли, така и увлечение по сухата геометрична схема, превръщащи стафажа в подобие на чертеж. По отношение на тоновото решение, се избягва „чернотата“, която води до еднообразие и грубост на изобразяваната фигура.[3]

### Антураж
В архитектурата под антураж се разбира допълване към чертежите на сградата изображения на предмети от окръжаващата среда – растителност, релеф, околни сгради. Чрез тях се постига пълнота на информацията за композиционното взаимодействие на проектирания обект с неговото реално обкръжение.

## В живописта
В живописта стафаж обикновено се ползва при пейзажите. Специално се допълват хора или животни, които от една страна оживяват пейзажа, а от друга помагат да се илюстрират пропорциите и пространствената дълбочина. Използва се обикновено от ландшафтните художници през 16 и 17 век, които често включват религиозни и митологични сцени в своите произведения. Вмъкнатите като аксесоари сцени от античната митология подчертават героичния характер на пейзажа. Те са особено популярни в бароковата живопис.
Фигурите се разполагат на стратегически места, често държат пръчка, копие или пистолет, понякога придружени от куче или друго животно. В някои случаи човекът дори сочи към центъра на картината. Човешката фигура често е изобразявана с гръб към зрителя, което му помага психически „да навлезе в картината“, да възприеме собственото си движение в нея и да отчете значимостта на мястото. В други случаи облеклото на фигурката внася цвят в иначе мрачния пейзаж. Някои импресионисти също ползват стафаж, но повечето го отричат. Типични представители са бароковите живописци от 17 век Клод Лорен и Никола Пусен.
През 17 век, особено в Холандия, при Малките холандци, съществуват специалисти за допълване със стафаж, след като картината вече е готова. В известната картина на Иван Шишкин „Утро в борова гора“, мечката и меченцата са допълнени от Константин Савицки и двамата художници заедно подписват творбата си. Друг пример е женската фигура в картината на Исак Левитан „Есенен ден в Соколники“, допълнена от Николай Чехов, брат на известния писател.

## В ландшафтната архитектура
В паркоустройството под стафаж се разбира някакъв елемент, който служи като фокус в голям озеленен терен. Това обикновено е малка къщичка или беседка, разположена на ключово място в голям парк – екзотичен, в английска, японска градина или от друг тип.